# Попово (Бережанская волость)
Попово — деревня в Бережанской волости Островского района Псковской области.
Расположена в 23 км к юго-западу от центра города Остров и в 6 км к западу от деревни Федосино. Южнее находится деревня Пальцево.
Численность населения деревни по состоянию на 2000 год составляла 7 человек.
До 2005 года деревня входила в состав ныне упразднённой Пальцевской волости с центром в д. Федосино.